# Агатоклеус, Мариос
Ма́риос Агатокле́ус (греч. Μάριος Αγαθοκλέους; 8 сентября 1974, Лимасол, Кипр) — кипрский футболист, выступавший на позиции нападающего. Бывший игрок сборной Кипра.

## Биография

### Клубная карьера
Начинал профессиональную карьеру в 1990 году в составе клуба АЕЛ (Лимасол), за который на протяжении шести лет выступал в высшей лиге Кипра, однако по итогам сезона 1995/96 АЕЛ вылетел во второй дивизион. В 1997 году Агатоклеус подписал контракт с клубом высшей лиге Греции «Атинаикос», однако по итогам сезона его новый клуб также вылетел из высшего дивизиона. В начале следующего сезона игрок продолжал выступать за «Атинаикос», но по ходу сезона перебрался в клуб из высшей лиги «Арис» (Салоники), в составе которого провёл 72 матча и забил 13 голов.
В 2001 году подписал контракт с клубом АПОЭЛ, где провёл два сезона и выиграл с клубом чемпионат Кипра. После ухода из АПОЭЛ, ещё два года выступал на Кипре за «Анортосис» и АЕП, а в 2005 году вернулся в Грецию, где выступал за клубы низших лиг. Завершил карьеру в 2011 году.

### Карьера в сборной
Дебютировал за сборную Кипра 9 марта 1994 года в товарищеской встрече со сборной Эстонии (2:0), в которой открыл счёт на 44-й минуте и был заменён на 63-й. Агатоклеус был основным игроком сборной вплоть до начала 2000-х и в общей сложности сыграл 39 матчей, в которых забил 10 голов.

## Достижения
АПОЭЛ
- Чемпион Кипра: 2001/2002